# 개장미

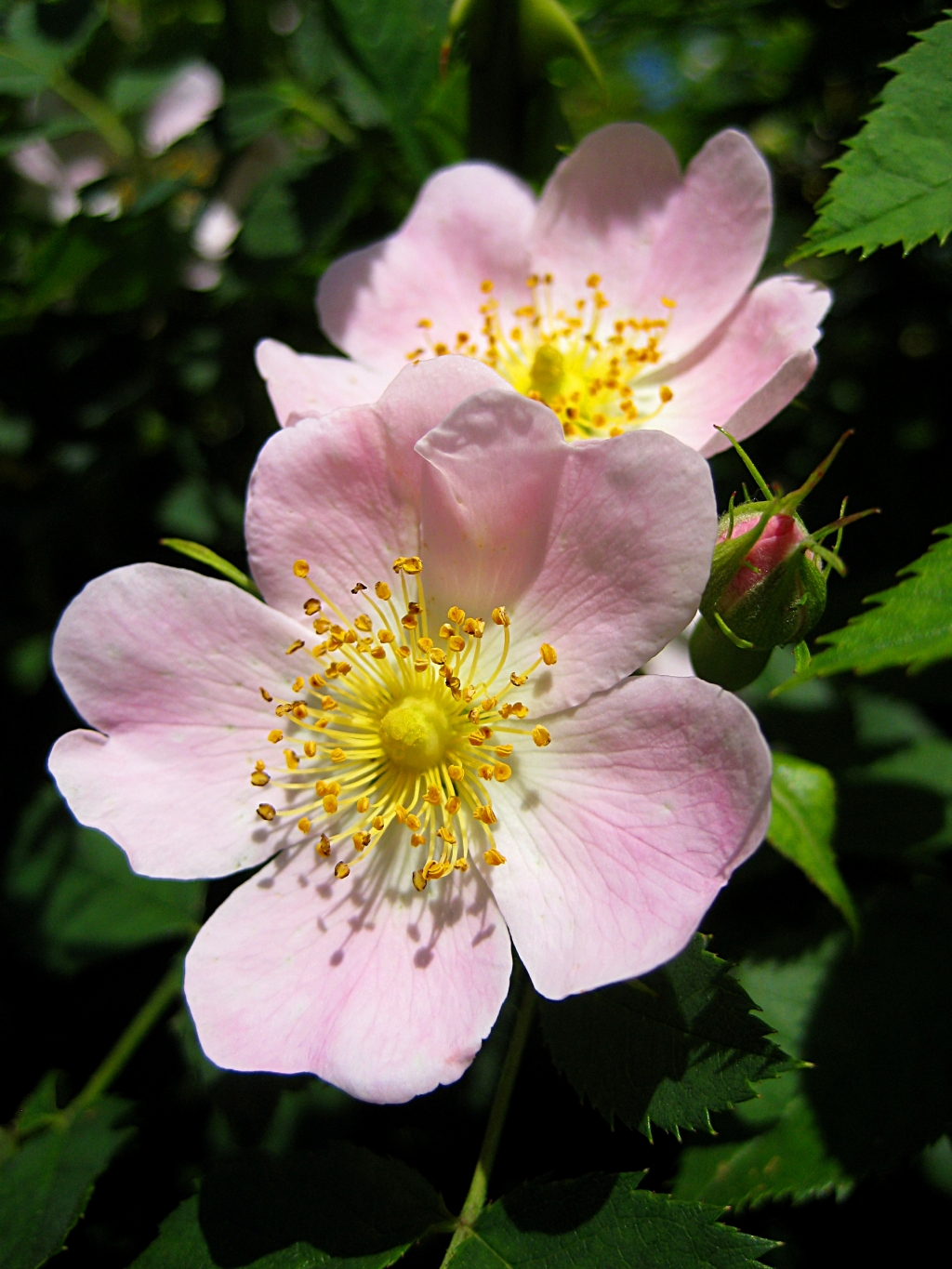

개장미(Rosa canina, dog rose)는 유럽, 아프리카 북서부, 아시아 서부에 자생하는 야생장미종이다.
통상 1~5미터 높이의 낙엽성 관목이지만 더 큰 높이로 성장하는 경우도 있다. 줄기는 작고 날카로운 가시로 덮여있어서 올라가는 일에 도움이 된다. 잎은 날개 모양이다. 꽃은 보통 창백한 분홍색이지만 어두운 분홍색에서 흰색에 이르기까지 다양하다. 지름은 4~6센티미터이다.

## 동명
- R. balsamica Besser
- R. caesia Sm.
- R. corymbifera Borkh.
- R. dumalis Bechst.
- R. montana Chaix
- R. stylosa Desv.
- R. subcanina (Christ) Vuk.
- R. subcollina (Christ) Vuk.
- R. × irregularis Déségl. & Guillon